# Erioptera tenuirama
Erioptera tenuirama är en tvåvingeart som beskrevs av Evgenyi Nikolayevich Savchenko 1972. Erioptera tenuirama ingår i släktet Erioptera och familjen småharkrankar. Inga underarter finns listade i Catalogue of Life.